# Пам'ятник Миколаю Копернику (Познань)
Пам'ятник Миколаю Копернику — монумент на честь Миколая Коперника у Познані. Розташований за адресою вулиця Пшелайова 4, на площі перед будівлями групи шкіл зв'язку.

## Характеристика
Пам'ятник, відкритий у 1969 році, раніше знаходився в приміщенні школи, а зовні була лише меморіальна дошка на честь астронома. Дошку перенесли до шкільного фонду, а пам'ятник на високому постаменті поставили перед школою. Під бюстом є напис з іменем Миколая Коперника. Постамент виконано з граніту, а погруддя – з бронзи.